# Kolonia Lisów
Kolonia Lisów (do 2009 Lisów-Kolonia) (niem. Liebsdorf) – wieś w Polsce położona w województwie śląskim, w powiecie lublinieckim, w gminie Herby. Do 1 stycznia 2009 nosiła oficjalnie nazwę Lisów-Kolonia.
Od 1805 r. wieś posiadała własną pieczęć gminną, na której wizerunku przedstawiono drzewo liściaste oraz datę 1805.
W latach 1975–1998 miejscowość administracyjnie należała do województwa częstochowskiego.